# Francis Joseph Christian

Bischofswappen von Francis Joseph Christian

Francis Joseph Christian (* 8. Oktober 1942 in Peterborough, New Hampshire, USA) ist ein US-amerikanischer Geistlicher und emeritierter römisch-katholischer Weihbischof in Manchester.

## Leben
Francis Joseph Christian empfing am 29. Juni 1968 das Sakrament der Priesterweihe.
Am 2. April 1996 ernannte ihn Papst Johannes Paul II. zum Titularbischof von Quincy und bestellte ihn zum Weihbischof in Manchester. Der Bischof von Manchester, Leo Edward O’Neil, spendete ihm am 14. Mai desselben Jahres die Bischofsweihe; Mitkonsekratoren waren der emeritierte Bischof von Manchester, Odore Joseph Gendron, und der Bischof von Portland, Joseph John Gerry OSB.
Unter Bischof Peter Anthony Libasci war er bis zu seinem Eintritt in den Ruhestand Generalvikar des Bistums Manchester. Papst Franziskus nahm am 1. Februar 2018 seinen altersbedingten Rücktritt an.